# 1099
| [ Edytuj tabelę ]          |                                                                                    |
| Książę Polski              | - 1079 Władysław I Herman 1102                                                     |
| Król Angkoru               | - 1080 Dżajawarman VI 1107                                                         |
| Król Anglii                | - 1087 Wilhelm II Rudy 1100                                                        |
| Król Aragonii i Nawarry    | - 1094 Piotr I Aragoński 1101                                                      |
| Hrabia Barcelony           | - 1082 Rajmund Berengar III Wielki 1131                                            |
| Książę Bawarii             | - 1096 Welf I 1101                                                                 |
| Książę Burgundii           | - 1079 Odo I 1102                                                                  |
| Cesarz Bizancjum           | - 1081 Aleksy I Komnen 1118                                                        |
| Cesarz Chin                | - 1085 Song Zhezong 1100                                                           |
| Książę Czech               | - 1092 Brzetysław II 1100                                                          |
| Król Danii                 | - 1095 Eryk Dobry 1103                                                             |
| Władca Egiptu              | - 1094 Al-Musta’li 1101                                                            |
| Król Francji               | - 1060 Filip I 1108                                                                |
| Król Gruzji                | - 1089 Dawid IV Budowniczy 1125                                                    |
| Hrabia Holandii            | - 1091 Floris II Gruby 1121                                                        |
| Cesarz Japonii             | - 1086 Horikawa 1107                                                               |
| Kalif                      | - 1094 Al-Mustazhir 1118                                                           |
| Król Kastylii              | - 1072 Alfons VI 1109                                                              |
| Wielki książę Kijowa       | - 1093 Światopełk II Michał 1113                                                   |
| Patriarcha Konstantynopola | - 1084 Mikołaj III Gramatyk 1111                                                   |
| Władca Korei               | - 1095 Sukjong 1105                                                                |
| Władca Maroka              | - 1070 Jusuf ibn Taszfin 1106                                                      |
| Król Norwegii              | - 1093 Magnus III Bosy 1103                                                        |
| Książę Obodrzyców          | - 1093 Henryk Gotszalkowic 1127                                                    |
| Hrabia Palatynatu          | - 1095 Zygfryd z Ballenstadt 1113                                                  |
| Papież                     | - 1084 Klemens III (antypapież) 1100 - 1088 Urban II 1099 - 1099 Paschalis II 1118 |
| Hrabia Portugalii          | - 1093 Henryk Burgundzki 1112                                                      |
| Sułtan Rumu                | - 1092 Kilidż Arslan I 1107                                                        |
| Cesarz rzymski (niemiecki) | - 1084 Henryk IV 1105                                                              |
| Książę Saksonii            | - 1072 Magnus 1106                                                                 |
| Sułtan Seldżuków           | - 1092 Barkijaruk 1104                                                             |
| Król Szkocji               | - 1097 Edgar 1107                                                                  |
| Król Szwecji               | - 1083 Inge I Starszy 1110                                                         |
| Doża Wenecji               | - 1096 Vitale I Michiel 1102                                                       |
| Król Węgier                | - 1095 Koloman Uczony 1116                                                         |

Rok 1099 / MXCIX
stulecia: X wiek ~
XI wiek ~
XII wiek

lata: 1089 «
1094 «
1095 «
1096 «
1097 «
1098 «
1099
» 1100
» 1101
» 1102
» 1103
» 1104
» 1109

## Wydarzenia w Polsce
- W Płocku książę Władysław Herman uroczyście pasował Bolesława Krzywoustego na rycerza.

## Wydarzenia na świecie
- 6 stycznia – Henryk V został koronowany na króla Niemiec.
- 7 czerwca – I wyprawa krzyżowa: rozpoczęło się oblężenie Jerozolimy.
- 15 lipca – uczestnicy pierwszej krucjaty zdobyli Jerozolimę.
- 18 lipca – Gotfryd z Bouillon został pierwszym monarchą Królestwa Jerozolimskiego.
- 12 sierpnia – I wyprawa krzyżowa: krzyżowcy zwyciężyli w bitwie pod Askalonem.
- 13 sierpnia – Paschalis II został wybrany na papieża.

## Urodzili się
- Otto II Czarny, książę ołomuniecki i brneński (zm. 1126)
- Wilhelm X Święty, książę Akwitanii i Gaskonii (zm. 1137)

## Zmarli
- 10 lipca – Cyd, kastylijski rycerz, wzór średniowiecznego rycerza (ur. ok. 1043)
- 29 lipca – Urban II, papież nawołujący do Krucjat (ur. 1042).